# ТЕС Munyati
18°39′19.2″ пд. ш. 29°46′54.6″ сх. д. / 18.655333° пд. ш. 29.781833° сх. д.
ТЕС Munyati — теплова електростанція в Зімбабве, розташована в центральній частині країни у 150 км на південний захід від Хараре.
Як і інші теплові електростанції Зімбабве, ТЕС Munyati відноситься до конденсаційних та розрахована на використання вугілля. Воно постачається сюди з розташованої за 600 км вугільної копальні Хванге (також забезпечує найпотужнішу в країні ТЕС Хванге).
В 1947-му тут ввели перші дві турбіни потужністю по 10 МВт, після чого в 1950—1957 роках додали п'ять турбін по 20 МВт.
Для охолодження станція використовує воду із річок Себакве (подається каналом довжиною 23 км) та Munyati (трубопровід довжиною 3 км).
Станом на 2015 рік станція працювала з потужністю лише 19 МВт. Саме тоді був проведений тендер на будівництво тут двох нових парових турбін по 50 МВт кожна, проте практична реалізація проекту затримувалась через проблеми з фінансуванням.